# 菅原弥三郎
菅原弥三郎（日语：／ Sugawara Yasaburo，1952年11月26日—），日本男子摔跤运动员。他曾代表日本参加1976年夏季奥林匹克运动会摔跤比赛，获得男子自由式68公斤级铜牌。他也曾参加1974年亚洲运动会。